# Japanische Rötelmaus
Die Japanische Rötelmaus oder Smith-Rötelmaus (Craseomys smithii) ist ein Nagetier in der Unterfamilie der Wühlmäuse, das endemisch in Japan verbreitet ist. Die Art wurde zeitweilig in die Gattung Père-David-Wühlmäuse (Eothenomys), in die Rötelmäuse (Myodes) oder in Gattungen, die nicht mehr gültig sind, eingeordnet. Seit 2016 wird die Art in der Gattung Craseomys geführt.

## Merkmale
Erwachsene Exemplare sind ohne Schwanz 70 bis 117 mm lang, die Schwanzlänge beträgt 30 bis 50 mm und das Gewicht liegt bei 20 bis 35 g. Auf der Oberseite ist gelbbraunes bis rotbraunes Fell vorhanden, während die Unterseite von hellerem und hauptsächlich gelbbraunem Fell bedeckt ist. Bei Weibchen können vier, fünf oder sechs Zitzen vorkommen. Die Japanische Rötelmaus hat wurzellose molare Zähne.

## Verbreitung
Diese Wühlmaus ist in Japan von Honshū bis zu den Oki-Inseln verbreitet. Sie lebt im Flach- und Hügelland bis 400 Meter Höhe. Die Japanische Rötelmaus hält sich in Wäldern auf und besucht Nadelbaumpflanzungen sowie Ackerland. Sie meidet trockene Kies- und Sandflächen.

## Lebensweise
Die Reviere der Exemplare haben einen Durchmesser von 23 bis 26 Metern. Die Nahrung besteht hauptsächlich aus Pflanzensamen, Beeren und Früchten. Für die meisten Populationen reicht die Fortpflanzungszeit von März bis November, nur im Norden ist sie kürzer. Weibchen bringen nach etwa 19 Tagen Trächtigkeit zwei bis vier Nachkommen zur Welt. Das jüngste trächtige Weibchen in Gefangenschaft war 120 Tage alt. Die Lebenslänge unter menschlicher Obhut kann drei Jahre oder etwas länger betragen.

## Gefährdung
Die IUCN listet die Japanische Rötelmaus als nicht gefährdet (least concern) aufgrund fehlender Bedrohungen und einer stabilen Gesamtpopulation.